# Monika Bernett
Monika Bernett (* 1. Januar 1959 in München) ist eine deutsche Althistorikerin.
Monika Bernett bestand 1985 das Staatsexamen für das Lehramt an Gymnasien für Deutsch und Geschichte. 1990 bis 1994 arbeitete sie als Wissenschaftliche Mitarbeiterin am Lehrstuhl von Heinz-Wolfgang Kuhn beim Institut für neutestamentliche Theologie an der Ludwig-Maximilians-Universität München (LMU). Die Promotion erfolgte 1994 mit einer Arbeit zum Thema Causarum cognitio. Ciceros Analysen zur politischen Krise der späten römischen Republik an der LMU. Anschließend wurde Bernett Wissenschaftliche Assistentin beim Lehrstuhl von Christian Meier am Institut für Alte Geschichte. 1998 erhielt sie ein Habilitationsstipendium der Deutschen Forschungsgemeinschaft, die Habilitation erfolgte 2002 wiederum in München mit einer Arbeit zum Thema Der Kaiserkult in Judäa unter den Herodiern und Römern. Untersuchungen zur politischen und religiösen Geschichte Judäas von 30 v. bis 66 n. Chr. 2002/03 lehrte sie als Vertretungsprofessorin an der Universität Freiburg, wo sie seit dem Wintersemester 2006/07 acht Semester lang den Lehrstuhl von Aloys Winterling für Alte Geschichte und Historische Anthropologie vertrat. Seit Sommersemester 2011 lehrt sie an der Universität München (LMU) als Privatdozentin für Alte Geschichte.
Bernetts Forschungsschwerpunkte liegen beim Ende der Römischen Republik und der Religionsgeschichte vor allem Judäas in der Antike. In ihrer Habilitationsschrift vertritt sie die These, dass der Kaiserkult im römischen Judäa sowohl bei der antirömischen Priesterschaft als auch bei der Bevölkerung verstärkt in die Kritik geraten sei und dies als Konfliktpunkt zwischen Römern und Juden eine größere Rolle für den Ausbruch des jüdischen Aufstandes 66 n. Chr. spielte.

## Schriften (Auswahl)
- Causarum cognitio. Ciceros Analysen zur politischen Krise der späten römischen Republik (= Palingenesia. Bd. 51). Steiner, Stuttgart 1995, ISBN 3-515-06639-X (Zugleich: München, Universität, Dissertation, 1994).
- mit Othmar Keel: Mond, Stier und Kult am Stadttor. Die Stele von Betsaida (et-Tell) (= Orbis Biblicus et Orientalis. Bd. 161). Universitäts-Verlag u. a., Freiburg (Schweiz) u. a. 1998, ISBN 3-525-53798-0.
- Der Kaiserkult in Judäa unter den Herodiern und Römern. Untersuchungen zur politischen und religiösen Geschichte Judäas von 30 v. bis 66 n. Chr. (= Wissenschaftliche Untersuchungen zum Neuen Testament. Bd. 203). Mohr Siebeck, Tübingen 2007, ISBN 978-3-16-148446-9 (Zugleich: München, Universität, Habilitations-Schrift, 2002; Rezension).
- als Herausgeberin mit Wilfried Nippel und Aloys Winterling: Christian Meier zur Diskussion. Autorenkolloquium am Zentrum für Interdisziplinäre Forschung Bielefeld, 3.–5. Juni 2004. Steiner, Stuttgart 2008, ISBN 978-3-515-09148-0.